# 5609 Stroncone
Az 5609 Stroncone (ideiglenes jelöléssel 1993 FU) a Naprendszer kisbolygóövében található aszteroida. Antonio Vagnozzi fedezte fel 1993. március 22-én.